# Igłosternik białogardły
Igłosternik białogardły (Hirundapus caudacutus) – gatunek małego ptaka z rodziny jerzykowatych (Apodidae). Występuje we wschodniej i południowej Azji oraz na południu azjatyckiej części Rosji; północna populacja wędrowna – zimuje na Nowej Gwinei i w Australii. Nie jest zagrożony wyginięciem.

## Taksonomia
Po raz pierwszy gatunek opisał John Latham w 1801 na podstawie holotypu z Nowej Południowej Walii. Nowemu gatunkowi nadał nazwę Hirundo caudacuta. Obecnie (2025) Międzynarodowy Komitet Ornitologiczny umieszcza igłosternika białogardłego w rodzaju Hirundapus. Wyróżnia 2 podgatunki: igłosternika białogardłego [H. c. caudacutus (Latham, 1801)] i igłosternika himalajskiego [H. c. nudipes (Hodgson, 1837)]. Igłosterniki białogardłe i indochińskie (H. cochinchinensis) są ze sobą blisko spokrewnione, niegdyś uznawano je za jeden gatunek. Igłosterniki himalajskie zdają się różnić od białogardłych trasami wędrówek oraz w ciemnym kantarku i niebieskim (nie zielonym) połyskiem górnych partii upierzenia.

## Zasięg występowania
Igłosterniki białogardłe gniazdują na obszarze od centralnej Syberii na wschód po Sachalin i Wyspy Kurylskie, dalej na południe po północną i wschodnią Mongolię, północno-wschodnie Chiny, Koreę i Japonię. Zimują w południowej Nowej Gwinei i wschodniej Australii. Igłosterniki himalajskie gniazdują u podnóży Himalajów, nieregularnie od północnego Pakistanu, poprzez Asam i Arunachal Pradesh po północną Mjanmę i południowe Chiny (Syczuan na południe po Junnan). Zimowiska nie są zbyt dobrze udokumentowane; część populacji H. c. nudipes prawdopodobnie zimuje na Półwyspie Malajskim i na Jawie.

## Morfologia
Długość ciała wynosi 19–20 cm; masa ciała samców 109–140 g, samic 101–125 g. Nie występuje dymorfizm płciowy w upierzeniu. U dorosłych osobników głowa jest ciemnooliwkowa, na ciemieniu dostrzec można opalizację. Grzbiet jest jaśniejszy, szarawy. Skrzydła z wierzchu czarne, niekiedy wykazują zielonawy połysk. Przez czoło i kantarek biegnie biała linia; na brodzie i gardle występuje biała plama. Spód ciała w większości ciemnooliwkowy z wyjątkiem U-kształtnego pasa przechodzącego przez tył ciała po jego bokach, okolice kloaki i pokrywy podogonowe. Dziób czarny, tęczówka ciemnobrązowa. Nogi i stopy ciemnoszare, niekiedy z różowawym odcieniem. Osobniki młodociane są podobne do dorosłych, jednak są bardziej matowe, z mniejszą opalizacją; białe plamy w górnej części skrzydła i w okolicach pokryw podogonowych i kloaki są mniej widoczne.

## Ekologia i zachowanie
Igłosterniki białogardłe prowadzą głównie powietrzny tryb życia, stąd nie ma dla nich zastosowania typowe opisywanie preferowanego środowiska. Najczęściej pojawiają się nad obszarami zadrzewionymi, w tym otwartymi lasami i lasami deszczowymi. Rzadziej latają nad obszarami bezdrzewnymi, takimi jak obszary trawiaste czy bagna. Na wybrzeżach widuje się je niekiedy ponad piaszczystymi plażami lub połaciami błota, często również w okolicach klifów. Żywią się owadami.

### Lęgi
U igłosterników himalajskich aktywność lęgową w północnych Indiach odnotowano w środku kwietnia. Igłosterniki białogardłe na Syberii i w Japonii znoszą jaja od końca maja do początku czerwca. Gniazdo ulokowane jest w zagłębieniu w wysokim iglastym drzewie lub na pionowej ścianie skalnej. Utworzone jest z cienkich gałązek spojonych śliną, która przytwierdza bok gniazda do ścianki zagłębienia lub skały. Przeważnie zniesienie liczy dwa jaja. Inkubacja trwa zależnie od źródła 21 lub 40 dni. Wysiadują oba ptaki z pary. Młode są w pełni opierzone po 40–42 dniach życia.

## Status
IUCN uznaje igłosternika białogardłego za gatunek najmniejszej troski (LC, Least Concern) nieprzerwanie od 1988 (stan w 2025). Liczebność populacji nie została oszacowana, ale ptak ten opisywany jest jako rzadki i występujący lokalnie na większości swego zasięgu występowania. Ze względu na brak dowodów na spadki liczebności bądź istotne zagrożenia dla gatunku BirdLife International ocenia trend liczebności populacji jako stabilny.